# Zembretta
Zembretta (arabe : زمبرتا) est un îlot de Tunisie situé dans le nord-est du golfe de Tunis, à environ huit kilomètres à l'est de l'île de Zembra. 

## Géographie
Sa superficie est de deux hectares et elle est inhabitée. Y est érigé le phare de Zembretta.
Administrativement, elle fait partie du gouvernorat de Nabeul.

## Histoire
Avec l'île de Zembra, l'archipel est déclaré comme réserve de biosphère et parc national par le décret no 77-340 du 1er avril 1977 sous le nom de parc national des îles de Zembra et Zembretta. Les activités de pêche y sont interdites.